# داستان زندگی
داستان زندگی با نام اصلی هانیکو (ژاپنی: はね駒 روماجی: Hanekonma) از مجموعه سریال‌های صبحگاهی (آسادورا) شبکهٔ ان اچ کی ژاپن با محوریت زنان است که در سال ۱۹۸۶ و در ۱۵۶ قسمت ۱۵ دقیقه‌ای از ساعت ۸٫۱۵ تا ۸٫۳۰ صبح از همین شبکه پخش گردیده است. این مجموعه از زندگی هاروکی ایزومورا (۱۹۱۸–۱۸۷۷)، پیشگام خبرنگاری روزنامه در دوران میجی و تایشو و گذار از دوران سنت به مدرنیته در ژاپن الهام گرفته شده است.

این سریال در دهه هفتاد شمسی با نام داستان زندگی در تلویزیون ایران پخش شد

این سریال داستان زندگی دختری را به تصویر می‌کشد که علیرغم وضعیت مالی ضعیف خانواده اش به کمک مادرش به سختی موفق می‌شود پولی پس‌انداز کند و به مدرسه مسیحیان برود و زبان انگلیسی بخواند. پدرش به خاطر این کار، با او قهر می‌کند ولی هانیکو ناامید نمی‌شود و پس از گذراندن مراحل دشواری به عنوان اولین روزنامه‌نگار زن در ژاپن مشغول به کار می‌شود.
این سریال مانند سریال اوشین در دهه‌های شصت و هفتاد شمسی در میان مخاطبان ایرانی بسیار محبوب شد و مونولوگ تیتراژ آغازین آن که با عبارت (زندگی منشوری است در حرکت دوار) شروع می‌شود تا مدت‌ها در خاطرات نوستالژیک بینندگان آن دوران باقی ماند.

## بازیگران
| نام بازیگر       | نقش                       | توضیحات نقش           |
| ---------------- | ------------------------- | --------------------- |
| یوکی سایتو       | هانیکو تاچیبانا (اونودرا) |                       |
| کن واتانابه      | گنزو (هازیمه) اونودرا     | همسر هانیکو           |
| کیرین کیکی       | یائه تاچیبانا             | مادر هانیکو           |
| ننجی کوبایاشی    | کوجیرو تاچیبانا           | پدر هانیکو            |
| آکیرا یامائوتی   | نوبورو تاچیبانا           | پدربزرگ هانیکو        |
| یاتسوکو تانامی   | کوتو تاچیبانا             | مادربزرگ هانیکو       |
| شینگو یاناگیساوا | کاسوکه تاچیبانا           | برادر هانیکو          |
| کنجی ساوادا      | تاکشی ماتسونامی           | استاد هانیکو          |
| جون میهو         | میدوری تاکاگی             | دوست خانوادهٔ تاچیبانا |